# Сандоз
Sandoz Group AG е швейцарска компания, която се фокусира върху генерични фармацевтични продукти и биоаналози. Преди октомври 2023 г. тя е част от подразделение на Novartis, създадено през 2003 г., когато Novartis обединява всички свои производители на генерици под името Sandoz. Преди това компанията съществува като независим фармацевтичен производител до 1996 г., когато се слива с Ciba-Geigy, за да формира Novartis. Преди сливането тя се специализира в лекарства, използвани при трансплантация на органи, като Sandimmune, и различни антипсихотични средства и лекарства за мигрена. Централата ѝ тогава е в Холцкирхен, Германия, а след отделянето от Novartis, централата се премести в Базел, Швейцария. Sandoz е един от водещите световни производители на генерици.

## История
Историята на Sandoz започва през 1886 г., когато Алфред Керн и Едуард Сандоз основават в Базел (Швейцария) химическата компания Kern & Sandoz. Компанията се занимава преди всичко с индустриални багрила, но през 1895 г. компанията произвежда първото си лекарство – средството за понижаване на температурата антипирин. През същата година умира Алфред Керн и партньорството се преобразува в акционерна компания Chemische Fabrik vormals Sandoz. През 1899 г. компанията произвежда изкуствения подсладител захарин. През 1939 г. названието на фирмата се сменя на Sandoz Ltd..
Sandoz произвежда също химикали за текстилната, хартиената и кожарската индустрия, започвайки от 1929 г. През 1939 г. компанията започва да произвежда химикали за селското стопанство.
Психеделичните ефекти на LSD (диетиламид на лизергиновата киселина) са открити в лабораториите на Sandoz през 1943 г. от Артур Щол и Алберт Хофман. Sandoz започва клинични изпитвания, след което го пуска на пазара. Веществото се продава от 1947 г. до средата на 1960 г. под името Delysid, като психиатрично лекарство, което всички смятат за полезно при лечение на широк спектър от психични заболявания, вариращи от алкохолизъм до сексуални отклонения. След като редица страни забраняват употребата на LCD, Sandoz изтегля лекарството от пазара в средата на 1960-те.
Sandoz открива първите си чуждестранни офиси през 1964 г. През 1967 г. Sandoz се слива с Wander AG. По-късно придобива фирмите Delmark, Wasabröd (шведски производител на хляб) и Gerber Products Company (компания за бебешки храни).
На 1 ноември 1986 г. избухва пожар в помещение за съхранение на средства за растителна защита, което довежда до разлив на химикали. Голямо количество пестициди са изпуснати в горното течение на река Рейн, предизвиквайки екологична катастрофа. Замърсяването унищожава стотици хиляди риби и други водни организми.
През 1995 г. Sandoz отделя производството на специални химикали, като образува фирмата Clariant. През 1997 г. Clariant приема бизнеса със специални химикали, който се е отделил от Hoechst AG в Германия.
През 1996 г. Sandoz се слива с Ciba-Geigy, като техните фармацевтични и агрохимични подразделения образуват новата компания Novartis. Търговската марка Sandoz започва да се използва само за лекарства, отпускани без рецепта. Според годишния отчет на Novartis за 2016 г., подразделението Sandoz през същата година осигурява 21% от общия обем продажби на Novartis, което е еквивалентно на 10,1 млрд. щ.д.
През май 2003 г. предишното име на компанията Sandoz е подновено със сливането на различните поделения на компанията майка Novartis, които произвеждат генерични лекарства под различни имена по целия свят, под единствената марка Sandoz, със седалище във Виена. Главното управление от 2005 г. се намира в град Холцкирхен, Бавария, Германия. Интегрирането създава втората по големина в света група производители на генерици и най-голямата на германския пазар с годишни продажби от 7,6 млрд. щ.д. (за 2008 г.) и над 23 000 служители в 130 страни.
През август 2022 г. е обявено, че компанията Sandoz ще бъде отделена като независима акционерна корпорация и ще стане публична. В края на на 2024 г. в Базел, Швейцария, е открито новото седалище на фирмата. По собствена информация на Sandoz, тя е лидер на пазара на биоподобни препарати (биоаналози) в Европа и е на трето място в света след Pfizer и Amgen.